# Final do Campeonato Europeu de Futebol de 2024
A final do Campeonato Europeu de Futebol de 2024 foi uma partida de futebol para determinar os vencedores do Campeonato Europeu daquele ano. A partida foi a 17ª final do Campeonato Europeu de Futebol, um torneio quadrienal disputado pelas seleções masculinas das associações membros da UEFA para decidir o campeão da Europa.  A partida foi realizada no Estádio Olímpico de Berlim, na Alemanha, no dia 14 de julho de 2024 e foi disputada pelos vencedores das semifinais.

## Local
A final foi realizada no Olympiastadion de Berlim, Alemanha, localizado em Westend do bairro de Charlottenburg-Wilmersdorf. Em 27 de setembro de 2018, a UEFA anunciou que o torneio de 2024 seria realizado na Alemanha, depois de ter derrotado a Turquia na votação para seleção do anfitrião em Nyon, na Suíça. O Olympiastadion foi escolhido como sede do torneio pelo Comité Executivo da UEFA em Maio de 2022, onde foi anunciado que também acolheria três jogos da fase de grupos, um jogo dos oitavas de final e um jogo dos quartos-de-final. partida no torneio.
O Olympiastadion foi inaugurado em 1936 no Olympiapark Berlin que serviu especificamente para os Jogos Olímpicos de Verão de 1936. O estádio é propriedade do estado de Berlim e é a casa do clube de futebol Hertha BSC desde 1963. A seleção alemã também joga ocasionalmente em casa no estádio. O Olympiastadion também já sediou diversas partidas significativas, incluindo diversas partidas da Copa do Mundo de 1974 e 2006, que incluiu a final entre Itália e França. Tem sido palco da partida final da competição DFB-Pokal todos os anos desde 1985. Também serviu como sede da Copa do Mundo Feminina da FIFA 2011, bem como da final da Liga dos Campeões da UEFA de 2015 entre Barcelona e Juventus.

## Caminho até a Final
| Pos | Equipe  | Pts | J | V | E | D | GP | GC | SG | Classificado     |
| --- | ------- | --- | - | - | - | - | -- | -- | -- | ---------------- |
| 1   | Espanha | 9   | 3 | 3 | 0 | 0 | 5  | 0  | +5 | Oitavas de final |
| 2   | Itália  | 4   | 3 | 1 | 1 | 1 | 3  | 3  | 0  | Oitavas de final |
| 3   | Croácia | 2   | 3 | 0 | 2 | 1 | 3  | 6  | −3 | Eliminado        |
| 4   | Albânia | 1   | 3 | 0 | 1 | 2 | 3  | 5  | −2 | Eliminado        |

| Pos | Equipe     | Pts | J | V | E | D | GP | GC | SG | Classificado     |
| --- | ---------- | --- | - | - | - | - | -- | -- | -- | ---------------- |
| 1   | Inglaterra | 5   | 3 | 1 | 2 | 0 | 2  | 1  | +1 | Oitavas de final |
| 2   | Dinamarca  | 3   | 3 | 0 | 3 | 0 | 2  | 2  | 0  | Oitavas de final |
| 3   | Eslovênia  | 3   | 3 | 0 | 3 | 0 | 2  | 2  | 0  | Oitavas de final |
| 4   | Sérvia     | 2   | 3 | 0 | 2 | 1 | 1  | 2  | −1 | Eliminado        |

### Espanha
A Espanha se classificou para o torneio como vencedora do Grupo A de qualificação, vencendo sete de suas oito partidas, com sua única derrota contra a Escócia, e foi atraída para o Grupo B junto com a Croácia, a Itália, atual detentora do título, e a Albânia. A Espanha abriu sua campanha com uma vitória por 3 a 0 sobre a Croácia no Estádio Olímpico de Berlim, Álvaro Morata abriu o placar para a Espanha aos 29 minutos, então Fabián Ruiz dobrou sua vantagem aos 32 minutos e Dani Carvajal então adicionou um terceiro para a Espanha aos 47 minutos. Ao começar esta partida, Lamine Yamal se tornou o jogador mais jovem a fazer uma aparição em uma fase final do Campeonato Europeu da UEFA.  A Espanha então jogou com os detentores do título e arquirrivais, a Itália, na Arena AufSchalke, vencendo por 1 a 0 com o único gol vindo de um gol contra de Riccardo Calafiori aos 55 minutos. Eles então completaram sua campanha na fase de grupos com outra vitória por 1 a 0 sobre a Albânia na Merkur Spiel-Arena com o único gol marcado por Ferran Torres aos 13 minutos, com o técnico da Espanha, Luis de la Fuente, fazendo grandes mudanças no time titular devido à Espanha já ter garantido o primeiro lugar em seu grupo.
Na fase eliminatória, a Espanha jogou contra a terceira colocada do Grupo F nas oitavas de final, a Geórgia - que estava fazendo sua estreia na Eurocopa - no RheinEnergieStadion, onde a Espanha venceu por 4 a 1 com gols para os espanhóis de Rodri aos 39 minutos, Fabián Ruiz aos 51 minutos, Nico Williams aos 75 minutos e Dani Olmo aos 83 minutos. Robin Le Normand marcou um gol contra que serviu como um gol de consolação para a Geórgia aos 18 minutos. Nas quartas de final, a Espanha jogou contra a anfitriã Alemanha na MHPArena, em uma revanche da final da Eurocopa de 2008, que a Espanha venceu por 1 a 0. Desta vez, a Espanha venceu novamente por 2 a 1 após a prorrogação, com Olmo abrindo o placar para a Espanha aos 51 minutos, Florian Wirtz empatou para a Alemanha aos 89 minutos. No entanto, Mikel Merino marcou no 119º minuto para enviar a Espanha para as semifinais e eliminar a equipe de Julian Nagelsmann nas semifinais.  Nas semifinais, a Espanha jogou contra a vice-campeã da Copa do Mundo FIFA de 2022, a França, na Allianz Arena, em uma revanche da final da Eurocopa de 1984 e da final da Liga das Nações da UEFA de 2020–21, ambas vencidas pela França. No entanto, a Espanha venceu desta vez com Randal Kolo Muani abrindo o placar para os franceses no 9º minuto, mas Yamal empatou para os espanhóis no 21º minuto e Olmo marcou o gol da vitória para a Espanha no 25º minuto - isso foi originalmente dado como um gol contra de Jules Koundé, mas depois que uma revisão foi dada a Olmo - isso enviou a Espanha para sua primeira final do Campeonato Europeu da UEFA desde a final da Eurocopa de 2012 contra a Itália, que venceu por 4 a 0. Yamal também se tornou o jogador mais jovem a marcar em um Campeonato Europeu da UEFA. 

### Inglaterra
A Inglaterra se classificou para o torneio como vencedora do Grupo C, vencendo seis de suas oito partidas de qualificação. A Inglaterra foi sorteada para o Grupo C junto com Sérvia, Dinamarca e Eslovênia. A Inglaterra abriu sua campanha com uma vitória por 1 a 0 sobre a Sérvia na Arena AufSchalke, com Jude Bellingham marcando no 13º minuto.  A Inglaterra então jogou contra a Dinamarca no Waldstadion, em uma revanche da semifinal do Campeonato Europeu anterior, que a Inglaterra venceu por 2 a 1 após a prorrogação. Desta vez, terminou empatado em 1 a 1. Harry Kane marcou no início do 18º minuto, mas Morten Hjulmand, da Dinamarca, empatou antes do intervalo, no 34º minuto.  A Inglaterra terminou a fase de grupos enfrentando a Eslovênia no RheinEnergieStadion, que terminou sem gols.  A Inglaterra terminou no topo do grupo com cinco pontos e avançou para a fase eliminatória para jogar contra um terceiro colocado de um dos Grupos D, Grupo E ou F.
Na fase eliminatória, a Inglaterra jogou contra a terceira colocada do Grupo E nas oitavas de final, a Eslováquia, na Arena AufSchalke, onde a Inglaterra venceu por 2 a 1. Ivan Schranz abriu o placar para a Eslováquia aos 25 minutos. No final do segundo tempo, a Inglaterra estava a segundos de ser eliminada da competição antes do gol de bicicleta de Bellingham aos 5 minutos do tempo adicional levar o jogo para a prorrogação. Kane marcou imediatamente após o início da prorrogação, aos 91 minutos.  Nas quartas de final, a Inglaterra jogou contra a Suíça na Merkur Spiel-Arena, onde empatou por 1 a 1 após a prorrogação, com Breel Embolo abrindo o placar para a Suíça aos 75 minutos e Bukayo Saka empatando para a Inglaterra aos 80 minutos. Com o placar ainda empatado após a prorrogação, a partida foi para os pênaltis, que a Inglaterra venceu por 5 a 3 com Cole Palmer, Bellingham, Saka, Ivan Toney e Trent Alexander-Arnold convertendo seus pênaltis para a Inglaterra e Fabian Schär, Xherdan Shaqiri e Zeki Amdouni convertendo seus pênaltis para a Suíça. Apenas Manuel Akanji perdeu o pênalti inicial da Suíça, que foi defendido pelo goleiro inglês Jordan Pickford.  Nas semifinais, a Inglaterra jogou contra a Holanda no Westfalenstadion, onde a Inglaterra venceu por 2 a 1. Xavi Simons abriu o placar para os holandeses aos 7 minutos, no entanto Kane empatou depois que um pênalti foi concedido por uma falta sobre Kane por Denzel Dumfries após uma revisão do VAR (Árbitro Assistente de Vídeo) aos 18 minutos. A Inglaterra venceu o jogo muito tarde, com um golo de Ollie Watkins aos 90 minutos, levando-os à sua primeira final do Campeonato da Europa da UEFA em solo estrangeiro e à sua segunda final consecutiva após aparecerem na final do UEFA Euro 2020 no Estádio de Wembley.

### Frente a frente
O último encontro das equipes masculinas seniores dos dois países em um grande torneio foi nas quartas de final da Eurocopa de 1996, que a Inglaterra venceu por 4 a 2 nos pênaltis após um empate em 0 a 0. O atual técnico da Inglaterra, Gareth Southgate, foi zagueiro titular do The Three Lions.
As últimas partidas competitivas das duas equipes foram na Liga A da Liga das Nações da UEFA de 2018–19, com ambas as equipes vencendo fora de casa; a Espanha venceu por 2 a 1 em Wembley, enquanto a Inglaterra venceu por 3 a 2 no Estádio Benito Villamarín em Sevilha.
As seleções sub-21 de ambos os países jogaram a final do Campeonato Europeu de Futebol Sub-21 de 2023, que a Inglaterra venceu por 1 a 0 e contou com Álex Baena (pela Espanha), Cole Palmer e Anthony Gordon (ambos pela Inglaterra), todos convocados para a Euro 2024.

### Pré-jogo

#### Cerimônia de abertura
O grupo musical italiano Meduza, a banda americana de pop rock OneRepublic e o cantor pop alemão Leony interpretarão a música oficial da fase final do torneio UEFA Euro 2024, chamada " Fire ". 

#### Árbitros
Em 11 de julho de 2024, o Comitê de Árbitros da UEFA anunciou que o árbitro francês François Letexier seria o árbitro da final, ele é um árbitro internacional desde 2017 e apitou 65 partidas da UEFA em sua carreira. Neste torneio, ele apitou três partidas da fase de grupos, entre Croácia e Albânia no Grupo B e Dinamarca e Sérvia no Grupo C e uma partida das oitavas de final entre Espanha e Geórgia. Ele também foi o quarto árbitro da partida de abertura entre os anfitriões Alemanha e Escócia em Munique. Durante a temporada anterior, ele comandou dez partidas da competição de clubes da UEFA na Liga dos Campeões da UEFA e na Liga Europa da UEFA e foi o quarto árbitro na final da Liga dos Campeões da UEFA de 2024 entre Borussia Dortmund e Real Madrid em Londres. Ele também foi o árbitro da Supercopa da UEFA de 2023 entre Manchester City e Sevilla no Pireu. Ele será acompanhado pelos compatriotas Cyril Mugnier e Mehdi Rahmouni como árbitros assistentes, enquanto o árbitro polonês Szymon Marciniak será o quarto árbitro. Os árbitros assistentes de vídeo (VAR) serão o árbitro francês Jérôme Brisard, auxiliado pelo compatriota francês Willy Delajod e apoiado pelo árbitro italiano Massimiliano Irrati. O árbitro polonês Tomasz Kwiatkowski será o árbitro reserva assistente.

## Partida
| 14 de julho | Espanha                      | 2 – 1     | Inglaterra | Estádio Olímpico, Berlim                       |
| 21:00       | Williams 47' · Oyarzabal 86' | Relatório | Palmer 73' | Público: 65 600 Árbitro: FRA François Letexier |

| '' | Espanha | Inglaterra | '' |

| GK                | 23 | Unai Simón       |     |     |
| RB                | 2  | Dani Carvajal    |     |     |
| CB                | 3  | Robin Le Normand |     | 83' |
| CB                | 14 | Aymeric Laporte  |     |     |
| LB                | 24 | Marc Cucurella   |     |     |
| CM                | 16 | Rodri            |     | 46' |
| CM                | 8  | Fabián Ruiz      |     |     |
| RW                | 19 | Lamine Yamal     |     | 89' |
| AM                | 10 | Dani Olmo        | 31' |     |
| LW                | 17 | Nico Williams    |     |     |
| CF                | 7  | Álvaro Morata    |     | 68' |
| Substituições:    |    |                  |     |     |
| MF                | 18 | Martín Zubimendi |     | 46' |
| FW                | 21 | Mikel Oyarzabal  |     | 68' |
| DF                | 4  | Nacho            |     | 83' |
| MF                | 6  | Mikel Merino     |     | 89' |
| Treinador:        |    |                  |     |     |
| Luis de la Fuente |    |                  |     |     |

| GK               | 1  | Jordan Pickford |       |     |
| CB               | 2  | Kyle Walker     |       |     |
| CB               | 5  | John Stones     | 53'   |     |
| CB               | 6  | Marc Guéhi      |       |     |
| RM               | 7  | Bukayo Saka     |       |     |
| CM               | 26 | Kobbie Mainoo   |       | 70' |
| CM               | 4  | Declan Rice     |       |     |
| LM               | 3  | Luke Shaw       |       |     |
| AM               | 11 | Phil Foden      |       | 89' |
| AM               | 10 | Jude Bellingham |       |     |
| CF               | 9  | Harry Kane      | 25'   | 61' |
| Substituições:   |    |                 |       |     |
| FW               | 19 | Ollie Watkins   | 90+1' | 61' |
| MF               | 24 | Cole Palmer     |       | 70' |
| FW               | 17 | Ivan Toney      |       | 89' |
| Treinador:       |    |                 |       |     |
| Gareth Southgate |    |                 |       |     |

| Homem do Jogo: Nico Williams Bandeirinhas: Cyril Mugnier Mehdi Rahmouni Quarto árbitro: Szymon Marciniak Quinto árbitro: Tomasz Listkiewicz Árbitro assistente de vídeo: Jérôme Brisard Árbitros assistentes de árbitro de vídeo: Willy Delajod Massimiliano Irrati |